# ISO 3166-2:NE
Pour un article plus général, voir ISO 3166-2.

Niger

ISO 3166-2:NE est le code des subdivisions du Niger dans la codification ISO 3166-2.

## Mises à jour
- 2014-11-03 : Modification de la catégorie de subdivision de départements en régions; mise à jour de la Liste Source

## Communauté urbaine (1) et régions (7)

Les régions du Niger.

Les noms de subdivisions sont listés tel que présenté dans la norme ISO 3166-2 sur la plateforme de consultation en ligne (OBP), publiée par le comité ISO/TC 46 et la Maintenance Agency (ISO 3166/MA).
Cliquer sur les petits triangles à droite des titres de colonne pour trier le tableau suivant le paramètre correspondant.
| Code | Nom de la subdivision | Type de subdivision |
| ---- | --------------------- | ------------------- |
| NE-8 | Niamey                | Communauté urbaine  |
| NE-1 | Agadez                | Région              |
| NE-2 | Diffa                 | Région              |
| NE-3 | Dosso                 | Région              |
| NE-4 | Maradi                | Région              |
| NE-5 | Tahoua                | Région              |
| NE-6 | Tillabéri             | Région              |
| NE-7 | Zinder                | Région              |

## Source
- Plateforme de consultation en ligne (OBP) > Niger (NE) Norme: ISO 3166 — Codes pour la représentation des noms de pays et de leurs subdivisions